# Dwór w Sędławkach
Dwór w Sędławkach (niem. Gutshaus Sandlack) – dwór znajdujący się we wsi Sędławki w gminie Bartoszyce w województwie warmińsko-mazurskim. Wybudowany został w 2. poł. XIX jako siedziba lokalnego gospodarstwa w stylu klasycystycznym.

## Położenie
Dwór położony jest we wsi Sędławki około 3 km na południowy wschód od Bartoszyc. Znajduje się przy lokalnej drodze do wsi, około 1 km od drogi wojewódzkiej nr 592 na odcinku Bartoszyce - Kętrzyn. Nieopodal znajduje się jezioro Kinkajmskie.

## Historia
Historia wsi Sędławki, (niem. Sandlack) nie jest dobrze znana i nie zachowało się wiele informacji na jej temat. Wiadomo, iż dwór, jako siedzibę lokalnego gospodarstwa wzniesiono już w II poł. XIX wieku. Wzniesiona budowla, wraz z podwórzem gospodarczym, znajdowała się w rozległym parku, który je otaczał z każdej strony. W końcu XIX wieku dobra należały do rodziny Puttlich i obejmowały terytorium gospodarstwa uprawnego o powierzchni 300 ha.
Następnie, wiadomo, iż w latach 20. XX wieku, majątek był własnością rodziny Jahn.
Po II wojnie światowej majątek wraz z dworem upaństwowiono, a od lat 2000. przechodzą gruntowną odbudowę i rewitalizację. 

## Architektura
Zespół dworsko- parkowy Sędławki składa się z budynku samego dworu oraz założenia parkowego. 
Dwór, wybudowany w stylu klasycystycznym, założony został na planie klasycznego prostokąta. Jest budowlą jednokondygnacyjną, podpiwniczoną, z wysokim, częściowo mieszkalnym poddaszem. Na osi elewacji frontowej posiada dwukondygnacyjny, zwieńczony naczółkiem ryzalit, w którego wbudowany jest, podparty czterema kolumnami, obszerny taras. Nad symetrycznie rozmieszczonymi oknami (w ryzalicie) występują gzymsy uskowowe. Dach dworu jest dwuspadowy.
Budynek rezydencjalny otacza park krajobrazowy z zachowanym dawnym układem i licznym starodrzewem. Ponadto, przez teren założenia parkowego przepływa strumień wychodzący z jeziora kinkajmskiego, a uchodzący dalej do jeziorka miejskiego, tzw. mleczarskiego w Bartoszycach.

## Zabytek
Dwór w Sędławkach wraz z parkiem tworzą zespół dworski wpisany do rejestru zabytków nieruchomych (nr rej.: 3519 z 18.03.1981 i z 26.01.2004).